# Fort Grey
Fort Grey, wegen seiner Form auch „Tasse und Untertasse“ genannt, ist ein Martello-Turm auf einem Felsen in Saint Peter auf der Kanalinsel Guernsey.

## Château de Rocquaine
Der französische Name des Felsen ist Château de Rocquaine, in Guernésiais Châté dé Rocquoïne. Es gab dort ein kleines Fort, das vermutlich im Spätmittelalter errichtet wurde. In den 1620er-Jahren wird berichtet, dass es von der Miliz genutzt wurde, aber sich nicht in einem Zustand befand, der erwarten ließ, dass es einem Angriff widerstehen könnte. Im 16. Jahrhundert fanden dort örtliche Hexensabbats statt und 1617 wurde über ein Treffen eines Mädchens aus der Gegend, Isabel Becquet, mit dem Teufel berichtet. Marie de Calais aus St Martin wurde ebenfalls für ihre Zugehörigkeit zum Coven verurteilt und am 17. Oktober 1617 auf dem Scheiterhaufen verbrannt.

## Fort Grey
Das heutige Fort wurde in den Überresten des alten Forts errichtet. Sein weißer Turm wurde ursprünglich von den Briten 1804, während der Koalitionskriege, als Verteidigungsbauwerk errichtet. Der Baumeister war aus der Gegend, ein Thomas Henry aus Clos du Valle. Das neue Fort wurde nach Charles Grey, 1. Earl Grey, benannt, dem Gouverneur von Guernsey 1797–1807. Es wurde zu einem von drei Orten auf der Insel gemacht, von denen Warnschüsse im Falle einer Invasion abgefeuert werden sollten.

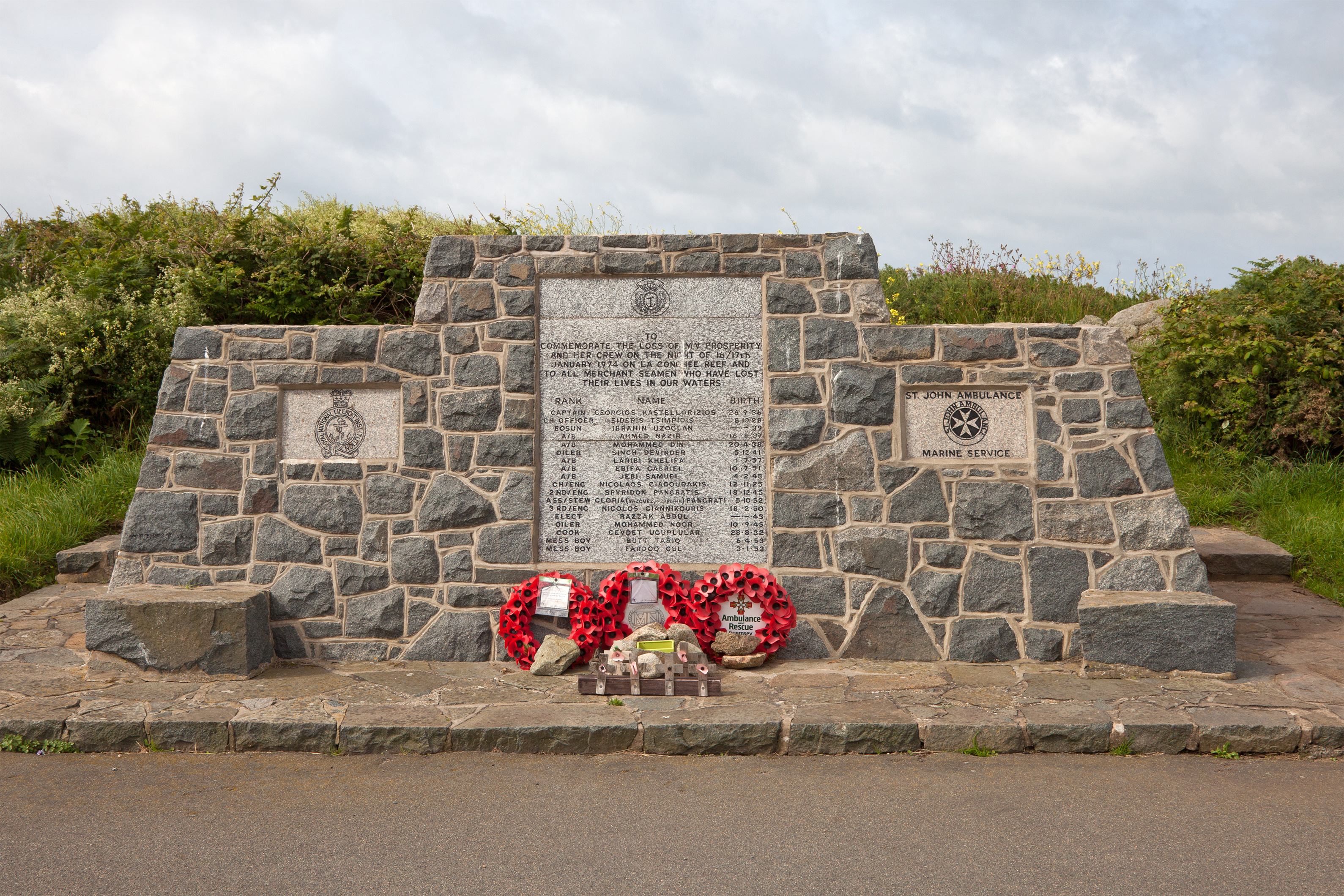
Denkmal zur Erinnerung an den Untergang der Prosperity in der Nacht vom 16. auf den 17. Januar 1974

Der Turm von Fort Grey war, wie bei den beiden anderen Martello-Türmen, Fort Saumarez und Fort Hommet, als Donjon für die Batterie gedacht, in der er stand. Die Martello-Türme auf Guernsey sind kleiner als die in Großbritannien, Fort Saumarez und Fort Hommet sind kleiner als Fort Grey. Jeder dieser Türme hatte 24-Pfünder-Karronade auf dem Dach, die die Batterie schützen sollte. Fort Saumarez und Fort Hommet besitzen auch Außentreppen bis zum 2. Obergeschoss.
Die Verbindung zwischen Saint Peter Port und dem Fort wurde mit einem Ausbau der Straße auf militärische Standards um 1808 verbessert, und zwar finanziert mit Geld aus dem Landverkauf im zivilisierten „Braye du Valle“.

### 2. Weltkrieg
Das Kriegsministerium in London verkaufte Fort Grey 1891 für £ 185 an die States of Guernsey. Während der deutschen Besatzung der Kanalinseln im Zweiten Weltkrieg besetzten die Deutschen das Fort wie die meisten übrigen Forts in Guernsey. Das Fort erhielt den deutschen Namen „Widerstandsnest Grauer Turm“ und wurde mit einer mobilen 3,7-cm-PaK 36 und Maschinengewehren ausgestattet.

### Museum

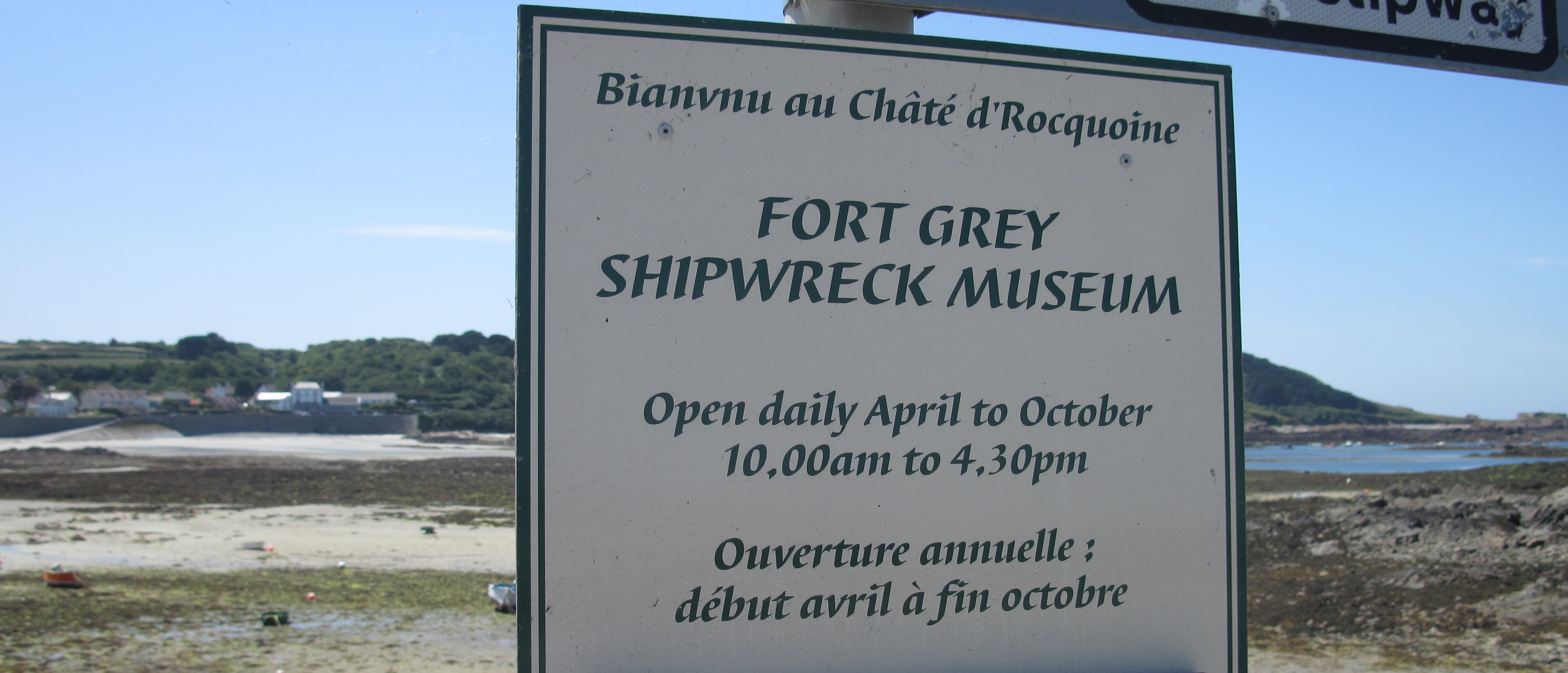
Hinweisschild zum Museum

Später wurde Fort Grey für friedlichere Nutzungen umgestaltet und dient heute als örtliches Schiffswrackmuseum; man findet dort eine Reihe von Ausstellungsstücken aus der Bergung berühmter Wracks, z. B. der Prosperity und der Elwood Mead. Dazu gehört auch ein Kanone der Boreas, die auf die nahegelegenen Hanois-Felsen zeigt, wo die Boreas 1807 sank, wobei der Kapitän, mindestens die Hälfte der Besatzung und möglicherweise auch des Kapitäns Gattin umkamen. Bald sollen auch Planken eines römischen Schiffes aus dem 3. Jahrhundert n. Chr., das 1982 im Hafen von St Peter Port gefunden wurde und den Spitznamen „Asterix“ erhielt, ausgestellt werden. Es dauerte Jahrzehnte, die 1700 Jahre alten Planken zu sichern.

## Schutz
Das gesamte Fort Grey und seine Slipanlage in Rocquaine wurden am 26. März 1938 als Protected Monument, Referenznr. PM238 gelistet.